# Canton de Lyon-XI
Le canton de Lyon-XI est une ancienne division administrative française, située dans le département du Rhône en région Rhône-Alpes.

## Présentation
Le canton de Lyon-XI correspondait à la partie centrale du 3e arrondissement de Lyon, limitée au nord par le cours Lafayette, à l'ouest par le chemin de fer (ligne de Collonges - Fontaines à Lyon-Guillotière), au sud par le cours Albert-Thomas et à l'est par la rue du Docteur-Rebatel, l'avenue Lacassagne (jusqu'à la place Rouget-de-l'Isle) et l'avenue Félix-Faure (jusqu'à la place des Maisons-Neuves). Il comprenait le quartier de la Villette et la plupart du quartier Sans Souci - Dauphiné.

## Histoire
Un premier canton de Lyon-XI est créé en 1914 (Loi du 10 avril 1914), en divisant les cantons de :
Lyon-VII,
Lyon-VIII
et Villeurbanne.
Le nouveau canton de Lyon-XI est créé par le décret du 28 février 2000.

## Représentation

### Conseillers d'arrondissement du canton de Lyon-XI (de 1914 à 1940)
- 1914 à 1919 : M. Pinet (PRS)
- 1919 à 1922 : Jean-Pierre Banette (SFIO), pharmacien à Lyon
- 1922 à 1928 : François Janin (PC-SFIC puis SFIO),  représentant et voyageur de commerce à Lyon, décédé en 1928
- 1928 à 1934 : Jean-Louis Burillon (1867-1967) (SFIO), chef de gare en retraite, propriétaire rue Bellicard à Lyon, adjoint au maire de 1935 à 1941
- 1934 à 1940 : Henri Pupat (Radical),  Vice-Président du patronage laïque de Montchat

### Conseillers généraux de l'ancien canton de Lyon-XI (créé en 1914, jusqu'en 2001)
| Période   | Période      | Identité          | Étiquette            | Qualité |
| --------- | ------------ | ----------------- | -------------------- | --- |
| 1914      | 1931 (décès) | Étienne Richerand | PRS puis SFIO        | Ouvrier cordonnier Conseiller municipal puis adjoint au maire de Lyon Député du Rhône (1928-1931)                                                                                 |
| mars 1931 | oct. 1931    | Louis Bertinier   | SFIO                 | Mécanicien, conseiller municipal de Lyon |
| 1931      | 1937 (décès) | Marcel Gras       | Radical              | Propriétaire à Lyon |
| 1937      | 1940         | André Philip      | SFIO                 | Économiste, professeur d'université, propriétaire à Lyon, député du Rhône (1936-1942)                                                                                             |
|           |              |                   |                      | |
| 1945      | 1951         | Antoine Rey       | PCF                  | Cheminot, ancien secrétaire du Comité de Libération du Rhône |
| 1951      | 1964         | Pierre Rouby      | RPF                  | Professeur d'éducation physique, adjoint au maire de Lyon |
| 1964      | 1982         | Jean Baridon      | DVD puis UDR puis NI | Médecin à Lyon, administrateur des hospices civils Conseiller municipal de Lyon Suppléant de Louis Joxe (1967-1968), puis de Raymond Barre Député du Rhône (1967-1968, 1977-1981) |
| 1982      | 2001         | Jean Flacher      | UDF-PR puis DL       | Directeur d'entreprise Vice-président du conseil général Maire du 3e arrondissement (1983-1989 et 1995-2001)                                                                      |

### Conseillers généraux du nouveau canton de Lyon-XI (créé en 2000, jusqu'en 2015)
| Période | Période | Identité           | Étiquette | Qualité |
| ------- | ------- | ------------------ | --------- | --- |
| 2001    | 2004    | Yves Bayle         | UDF       | Cadre du secteur privé, Lyon |
| 2004    | 2014    | Jean-Michel Daclin | PS        | Créateur d'une agence de publicité Adjoint au maire de Lyon (relations internationales et tourisme) Président d'OnlyLyon Tourisme et Congrès |

## Évolution démographique
| 2006   | 2011   | 2012   |
| ------ | ------ | ------ |
| 30 988 | 34 504 | 35 310 |